# Bataillon grec de Balaklava
Le bataillon grec de Balaklava, en russe : Греческий батальон Балаклавы, est une unité militaire de l'armée impériale russe qui a participé aux guerres russo-turques de 1768-1774, 1787-1792 et 1806-1812. Il est composé d'expatriés grecs de la région de Balaklava.

## Histoire
Initialement, le bataillon s’appelle « Régiment d'infanterie grecque » et en 1797, il est rebaptisé Bataillon grec de Balaklava. Ses soldats grecs sont originaires du Péloponnèse, des îles de la mer Égée, des îles Ioniennes et des dominions vénitiens en Albanie. Ils ont l'expérience de la guérilla et ont largement contribué à l'annexion de la Crimée par la Russie et à l'expulsion des Ottomans de la région.
Au cours de la guerre de 1787-1789, ils combattent également en mer avec la flottille à rames du Dniepr et la flotte de la mer Noire. La contribution du bataillon est cruciale dans les batailles pour la prise de Kaffa (Théodosie) (1783) et le siège de la forteresse de Soudak. Ils participent à la répression russe du soulèvement tatar de 1777-1778, soutenu par l'Empire ottoman, et de la rébellion tatare pendant la campagne de Russie contre Napoléon Ier. Pendant la guerre de Crimée de 1853-1856, ils s'opposent à l'occupation britannique de la ville et du port de Balaklava.
La base du régiment d'infanterie grecque est Balaklava après le décret impérial du 18 février 1784. Les soldats s'installent à Balaklava avec leurs familles, soit un nombre total d'environ 500 adultes, en 1778, passant à environ 1 700, en 1802.
Selon le décret impérial du 4 avril 1797, le bataillon est composé de trois compagnies, chacune comptant 100 soldats. En comptant les officiers et le reste du personnel, son effectif total s'élève à 396 personnes. Les soldats portent des uniformes rouges et verts et des armes du même type.
L'organisation et le fonctionnement du bataillon sont calqués sur les divisions armées des cosaques du Don, car celles-ci sont plus proches du caractère et des traditions ethniques grecques. Parmi les commandants du bataillon figurent le capitaine Stefanos Beis Mavromichalis (1775-1779, 1794-1801), le major Konstantinos Zaponis (1790-1794), le général Théodosis Reveliotis (1809-1831) et le lieutenant-colonel Lykourgos Katsonis, fils de Lambros Katsonis (1831-1859).
Le bataillon est dissous en 1859.